# Halichondria brunnea
Halichondria brunnea är en svampdjursart som först beskrevs av Schmidt 1868.  Halichondria brunnea ingår i släktet Halichondria och familjen Halichondriidae.
Artens utbredningsområde är Italien. Inga underarter finns listade i Catalogue of Life.